# قلعة دحيم (بني العوام)

تعديل مصدري - تعديل

قلعة دحيم هي إحدى قرى عزلة بني الذواد بمديرية بني العوام التابعة لمحافظة حجة، بلغ تعداد سكانها 94 نسمة حسب تعداد اليمن لعام 2004.